# Sabren Youssef Kamel
Pour les articles homonymes, voir Kamel.
Sabren Youssef Kamel (en arabe : صابرين يوسف كمال), née en 1981, est une haltérophile égyptienne.

## Carrière
Sabren Youssef Kamel est médaillée de bronze au total dans la catégorie des moins de 53 kg aux Championnats d'Afrique d'haltérophilie 2000 à Yaoundé. 